# Paramachaerodus
Paramachaerodus és un gènere de mamífers carnívors extints de la família dels fèlids que visqueren a Euràsia durant el Miocè superior. Se n'han trobat restes fòssils Bulgària, Espanya (incloent-hi Venta del Moro, al País Valencià), els Estats Units, Grècia, el Kirguizstan, Moldàvia, Turquia, Ucraïna i la Xina. Juntament amb el gènere Promegantereon ogygia, foren un dels dos llinatges de maquerodontins de mida mitjana presents a la península Ibèrica durant el Miocè superior. Tenien aproximadament la mateixa mida que un lleopard.